# Henk
Henk ist eine vorwiegend in den Niederlanden gebräuchliche Kurzform des Vornamens Heinrich, welche wiederum eine Variante des Vornamens Henricus ist.

## Namensträger

### Vorname
- Henk Alkema (1944–2011), niederländischer Komponist
- Henk Angenent (Fußballspieler) (1930–1977), niederländischer Fußballspieler
- Henk Badings (1907–1987), niederländischer Komponist
- Henk Bijvanck (1909–1969), niederländischer Komponist
- Henk ten Cate (* 1954), niederländischer Fußballspieler und -trainer
- Henk van den Dool (* 1961), niederländischer Diplomat
- Henk Faanhof (1922–2015), niederländischer Radrennfahrer
- Henk Fraser (* 1966), niederländischer Fußballspieler
- Henk Hofland (1927–2016), niederländischer Journalist und Buchautor
- Henk Hofstede (* 1951), niederländischer Musiker
- Henk van Houten (* 1957), niederländischer Physiker
- Henk Houwaart (* 1945), niederländisch-belgischer Fußballspieler und -trainer
- Henk Houwaart junior (1967–2008), belgischer Fußballspieler
- Henk Kamp (* 1952), niederländischer Politiker
- Henk van Kessel (* 1946), niederländischer Motorradrennfahrer
- Henk Kuijpers (* 1946), niederländischer Comiczeichner und -autor
- Henk van Lijnschooten (1928–2006), niederländischer Komponist
- Henk Molleman (1935–2005), niederländischer Politiker
- Henk Mostert (1925–2002), niederländischer Schachspieler und -funktionär
- Henk Nijdam (1935–2009), niederländischer Radsportler
- Henk van Randwijk (1909–1966), niederländischer Journalist und Autor
- Henk Rogers (* 1953), niederländischer Computerspielentwickler und Unternehmer
- Henk Schouten (1932–2018), niederländischer Fußballspieler
- Henk Smits (* 1947), niederländischer Radsportler
- Henk Sneevliet (1883–1942), niederländischer Politiker
- Henk Timmer (* 1971), niederländischer Fußballtorwart
- Henk Vogels junior (* 1973), australischer Radrennfahrer niederländischer Abstammung
- Henk Wijngaard (* 1946), niederländischer Musiker
- Henk Zeevalking (1922–2005), niederländischer Politiker

### Familienname
- Emil Henk (1893–1969), deutscher Politiker (SPD) und Widerstandskämpfer
- Ludwig von Henk (1820–1894), deutscher Vizeadmiral
- Malte Henk (* 1976), deutscher Journalist